# Новий Двур (Мазовецьке воєводство)
Новий Двур (пол. Nowy Dwór) — село в Польщі, у гміні Ястшомб Шидловецького повіту Мазовецького воєводства.
Населення — 230 осіб (2011).
У 1975-1998 роках село належало до Радомського воєводства.

## Демографія
Демографічна структура станом на 31 березня 2011 року:
|          | Загалом | Допрацездатний вік | Працездатний вік | Постпрацездатний вік |
| -------- | ------- | ------------------ | ---------------- | -------------------- |
| Чоловіки | 110     | 28                 | 69               | 13                   |
| Жінки    | 120     | 26                 | 66               | 28                   |
| Разом    | 230     | 54                 | 135              | 41                   |